# 交亙前角單棘魨
交亙前角單棘魨，又稱交亙前角魨，為輻鰭魚綱魨形目鱗魨亞目單棘魨科的其中一種，為熱帶海水魚，分布於西太平洋區，包括澳洲東部、新喀里多尼亞、馬紹爾群島、豪勳爵島等海域，棲息深度約15公尺，本魚眼的周圍有一個鮮黃色的環紋，頭部與身體暗褐色到灰白色，略帶桃褐色; 黑色的條紋通常圍網吻部，尾鰭通常橘色，背鰭軟條與臀鰭有斑點﹐體長可達16公分，棲息在珊瑚礁、岩礁區，生活習性不明。

## 扩展阅读
維基物種上的相關：交亙前角單棘魨